# Sankt Georgen ob Judenburg
Sankt Georgen ob Judenburg, St. Georgen ob Judenburg – gmina w Austrii, w kraju związkowym Styria, w powiecie Murtal. Liczy 867 mieszkańców (1 stycznia 2015).